# شيخ فانتامادي ديارا
شيخ فانتامادي ديارا (بالفرنسية: Cheick Fantamady Diarra)‏ (11 فبراير 1992 مالي - ) هو لاعب كرة قدم مالي، يلعب كمهاجم.

## وصلات خارجية
شيخ فانتامادي ديارا على موقع الاتحاد الدولي (مؤرشف)  (الإنجليزية)
- شيخ فانتامادي ديارا على موقع الاتحاد الأوربي (الإنجليزية)
- شيخ فانتامادي ديارا على موقع رابطة كرة القدم الفرنسية للمحترفين (الإنجليزية)
- شيخ فانتامادي ديارا على موقع قاعدة بيانات كرة القدم.إي يو (الإنجليزية)
- شيخ فانتامادي ديارا على موقع ليكيب (الفرنسية)
- شيخ فانتامادي ديارا على موقع ناشيونال فوتبول تيمز (الإنجليزية)
- شيخ فانتامادي ديارا على موقع Soccerway.com (الإنجليزية)
- شيخ فانتامادي ديارا على موقع عالم كرة القدم.نت (الإنجليزية)
- شيخ فانتامادي ديارا على موقع AS.com (الإسبانية)